# 標準価格
標準価格（ひょうじゅんかかく）とは経済学用語の一つ。これは行政が特定の製品に対して店頭表示するようにしている価格のことである。このような標準価格が定められている製品というのは、それが高騰したならばそのことにより国民生活に重大な影響を与えることになるからである。日本では石油製品は標準価格で販売することが法律で定められている。